# Bão cytokine
Bão cytokine hay tăng cytokine máu (tiếng Anh: cytokine storm) là một phản ứng sinh lý có ở người và động vật, thông qua hệ thống miễn dịch tự nhiên, phân tử truyền tin tiền viêm gọi là cytokine được giải phóng ra ồ ạt. Thông thường, cytokine là một phần của đáp ứng miễn dịch của cơ thể đối với các tác nhân lây nhiễm, nhưng sự phóng thích đột ngột với số lượng lớn có thể gây suy đa tạng và gây tử vong.
Một số căn nguyên lây nhiễm và không lây nhiễm có thể gây bão cytokine, đặc biệt là các bệnh nhiễm trùng đường hô hấp do virus như cúm H1N1, cúm H5N1, SARS-CoV-1, và SARS-CoV-2 (tác nhân COVID-19), Cúm B, Parainfluenza và Ebola. Các tác nhân gây bệnh khác bao gồm virus Epstein-Barr, virus cytomegalo, liên cầu khuẩn nhóm A, và bệnh không lây nhiễm như bệnh ghép chống chủ (GvHD). Virus có thể xâm nhập vào các tế bào biểu mô phổi và đại thực bào phế nang để tạo ra acid nucleic của chính virus, kích thích các tế bào bị nhiễm trùng giải phóng ra cytokine và chemokine, kích hoạt đại thực bào, tế bào tua và những tế bào khác.
Hội chứng bão cytokine là một tập hợp các triệu chứng bệnh lý để gây ra cơn bão cytokine. Hội chứng bão cytokine bao gồm hội chứng thực bào máu có tính chất gia đình (FLH), hội chứng thực bào máu kèm nhiễm virus Epstein-Barr (EBV-HLH), hội chứng hoạt hóa đại thực bào kèm viêm khớp tự phát thiếu niên thể toàn thân hoặc không phải thể toàn thân, hội chứng hoạt hóa đại thực bào NLRC4, hội chứng giải phóng cytokine và nhiễm trùng huyết.

## Bão cytokine so với hội chứng giải phóng cytokine
Thuật ngữ bão cytokine thường được sử dụng một cách tối nghĩa thay thế cho hội chứng giải phóng cytokine (CRS) nhưng chính xác hơn là một hội chứng có thể phân biệt được và có thể cho là giai đoạn nghiêm trọng của hội chứng giải phóng cytokine hoặc một thành phần của thực thể bệnh khác, chẳng hạn như hội chứng hoạt hóa đại thực bào. Khi xảy ra do một liệu pháp, triệu chứng của CRS có thể khởi phát chậm cho đến vài ngày hoặc vài tuần sau khi điều trị. Ngay lập tức khởi phát (tối cấp) CRS dường như là bão cytokine.

## Nghiên cứu
Nicotinamide (một dạng vitamin B3) là chất ức chế mạnh các cytokine tiền viêm.
Magnesi làm giảm sản xuất cytokine gây viêm bằng cách điều hòa hệ miễn dịch.

## Lịch sử
Thuật ngữ bão cytokine trong tài liệu y học đã xuất bản được nhắc đến đầu tiên có lẽ bởi James Ferrara vào năm 1993 trong một cuộc thảo luận về bệnh ghép chống chủ; một bệnh trong đó vai trò của việc giải phóng cytokine quá mức và tự kéo dài mãi mãi. Thuật ngữ này xuất hiện tiếp theo trong một cuộc thảo luận về viêm tụy vào năm 2002, và vào năm 2003, thuật ngữ này lần đầu được sử dụng để chỉ phản ứng của cơ thể với nhiễm trùng.
Người ta tin rằng cơn bão cytokine là nguyên nhân gây ra số ca tử vong ở thanh niên khỏe mạnh bất tương xứng trong đại dịch cúm Tây Ban Nha 1918, cướp đi sinh mạng ước tính khoảng 50 triệu người trên toàn thế giới. Trong trường hợp này, hệ miễn dịch khỏe mạnh có lẽ là cái thiếu hơn là cái có. Kết quả nghiên cứu sơ bộ từ Đài Loan cũng chỉ ra rằng bão cytokine là nguyên nhân có thể dẫn đến nhiều trường hợp tử vong trong đợt dịch SARS năm 2003. Người chết do cúm gia cầm H5N1 cũng thường liên quan đến bão cytokine. Bão cytokine cũng có liên quan đến hội chứng phổi do virus hanta.
Năm 2006, một nghiên cứu tại bệnh viện Northwick Park ở Anh cho kết quả là cả 6 tình nguyện viên được tiêm thuốc theralizumab đều bị ốm nặng, suy đa tạng, sốt cao và phản ứng viêm toàn thân. Parexel, một công ty tiến hành thử nghiệm cho các công ty dược phẩm tuyên bố rằng theralizumab có thể gây ra bão cytokine—phản ứng nguy hiểm mà những tình nguyện viên nam phải trải qua.

### Liên hệ với COVID-19
Trong đại dịch COVID-19, một số bác sĩ cho rằng nhiều trường hợp tử vong chính do bão cytokine gây ra. Bão cytokine có thể gây ra các triệu chứng nghiêm trọng của hội chứng suy hô hấp cấp tính (ARDS),có tỷ lệ tử vong cao ở bệnh nhân COVID-19. SARS-CoV-2 kích hoạt hệ thống miễn dịch tự nhiên dẫn đến giải phóng một số lượng lớn cytokin, bao gồm IL-6, có thể làm tăng tính thấm thành mạch, gây ra sự chuyển động của chất lỏng và tế bào máu vào phế nang dẫn đến khó thở và suy hô hấp. Bệnh tình ARDS trở nên trầm trọng hơn và tổn thương mô lan rộng có liên quan đến tỉ lệ tử vong cao hơn có thể dẫn đến suy nội tạng và/hoặc tử vong
Hội chứng suy hô hấp cấp tính được chứng minh là nguyên nhân gây tử vong ở 70% trường hợp tử vong do COVID-19. Phân tích nồng độ cytokine trong huyết tương cho thấy trong những trường hợp nhiễm SARS-CoV-2 nặng, nồng độ của nhiều interleukin và cytokine tăng cao, hỗ trợ bằng chứng của bão cytokine. Ngoài ra, khám nghiệm tử thi bệnh nhân mắc COVID-19 cho thấy sự thấm đọng lớn các tế bào viêm trong các mô phổi bao gồm đại thực bào và tế bào Th17.
Phát hiện sớm bão cytokine ở bệnh nhân COVID-19 rất quan trọng để đảm bảo kết quả phục hồi tốt nhất, cho phép điều trị bằng nhiều loại thuốc sinh học nhắm vào cytokine để giảm đi được mức độ của chúng. Phân tích tổng hợp gợi ý ra các mô hình rõ ràng để phân biệt bệnh nhân có mắc bệnh nặng hay không. Những nhân tố dự báo có khả năng lâm vào tình trạng nghiêm trọng và tử vong có thể bao gồm "giảm lympho bào, giảm tiểu cầu và nồng độ cao của ferritin, D-dimer, aspartate aminotransferase, lactate dehydrogenase,  protein phản ứng C, bạch cầu hạt trung tính, procalcitonin và creatinin" cũng như interleukin-6 (IL-6). Ferritin và IL-6 được coi là dấu ấn sinh học miễn dịch khả thi đối với các trường hợp COVID-19 nghiêm trọng và tử vong. Ferritin và protein phản ứng C có thể là những công cụ sàng lọc khả thi để chẩn đoán sớm hội chứng đáp ứng viêm toàn thân trong trường hợp COVID-19.
Do gia tăng nồng độ cytokine và interferon ở những bệnh nhân bị COVID-19 nặng, cả hai đều đã được điều tra nghiên cứu là mục tiêu tiềm năng cho liệu pháp SARS-CoV-2. Một thử nghiệm động vật cho thấy những con chuột mang đáp ứng của interferon sớm mạnh với SARS-CoV-2 có khả năng sống sót, nhưng trong những trường hợp khác, bệnh lại tiến triển tới hệ miễn dịch quá mẫn. Tỷ lệ tử vong cao do COVID-19 ở những người lớn tuổi được cho là do tác động của tuổi tác lên đáp ứng của interferon.
Sử dụng corticosteroid tổng hợp dexamethasone trong thời gian ngắn, đã được chứng minh là làm giảm mức độ nghiêm trọng của tình trạng viêm và tổn thương phổi do bão cytokine gây ra bằng cách ức chế bão cytokine nghiêm trọng hoặc giai đoạn tăng viêm ở bệnh nhân COVID-19.
Loạt thử nghiệm lâm sàng tiếp tục xác định nguyên nhân gây ra bão cytokine trong các trường hợp mắc COVID-19. Một trong những nguyên nhân như vậy là do đáp ứng của interferon loại I bị trì trệ dẫn đến sự tích tụ các đại thực bào–bạch cầu đơn nhân gây bệnh. Lượng virus trong máu cao cũng làm trầm trọng hơn đáp ứng của interferon loại I và tiên lượng xấu hơn. Bệnh tiểu đường, tăng huyết áp và bệnh tim mạch đều là những yếu tố nguy cơ tạo nên bão cytokine ở bệnh nhân COVID-19.